# Храм Дваракадиши
Храм Дваракади́ши (англ. Dwarakadheesh temple) — индуистский храм вайшнавский Кришны в Дварке в индийском штате Гуджарат. Кришне в храме поклоняются в форме божества Дваракадиша (букв. «правителя Двараки»). Храм находится под управлением традиции пуштимарга, основанной в XVI веке вайшнавским ачарьей Валлабхой.
Согласно легенде, город Дварка, в котором расположен храм, был построен после того, как столица царства Кришны Дварака (описываемая в «Махабхарате» и Пуранах) более 5000 лет назад погрузилась на дно океана после Битвы на Курукшетре. Основное святилище храма, джагат-мандир или ниджа-мандир, представляет собой пятиэтажную структуру, поддерживаемую колоннами. В храме можно обнаружить архитектурные элементы периодов различных династий, когда-то правивших регионом: Гуптов, Паллавов, Чавда. Здание храма, существующее в настоящее время, имеет высоту в 78 метров и было построено в XVI веке. Согласно легенде, изначальный храм на этом месте был воздвигнут внуком Кришны Ваджранабхой на месте, где ранее находился основной дворец Кришны. Говорится, что строительство храма было поручено зодчему полубогов Вишвакарме и заняло один день. Основной вход в храм, называемый мокшадвара («ворота спасения»), располагается на северной стороне. От южного входа, сваргадвара («ворота на небеса»), 56 каменных ступенек ведёт на берег реки Гомти.
Божество Кришны Дваракадиша изваяно из чёрного камня и имеет 70 см в высоту. В этой своей четырёхрукой форме Кришна держит в руках такие атрибуты, как раковину, колесо, металлическое оружие и цветок лотоса. Согласно легенде, это божество в течение нескольких веков до XVI века было спрятано от мусульманских завоевателей и на его месте поклонялись другому божеству Кришны из храма Рукмини, который находится неподалёку от Двараки. Со времён Шанкары (VIII век) храм Дваракадиша стал одним из четырёх мест паломничества Чар-дхама. В храме существует мемориал в честь первого визита Шанкары.